# Tanjung Kuras
Tanjung Kuras is een bestuurslaag in het regentschap Siak van de provincie Riau, Indonesië. Tanjung Kuras telt 1229 inwoners (volkstelling 2010).